# Jan Gorzeński
Jan Gorzeński herbu Nałęcz (ur. 1626, zm. 1695) – starosta starogardzki, dworzanin i pułkownik gwardii konnej Jego Królewskiej Mości w 1674 roku.
W czasie potopu szwedzkiego przeszedł na stronę szwedzką, skazany za to został na infamię, którą zdjęto w  1659. Na sejmie abdykacyjnym w r. 1668 sprzeciwiał się abdykacji króla Jana Kazimierza.W 1674 roku był elektorem Jana III Sobieskiego z województwa pomorskiego. W 1685 otrzymał nominację na łowczego litewskiego.